# Chrīstos Karkamanīs
Chrīstos Karkamanīs (in greco: Χρήστος Καρκαμάνης; Salonicco, 2 settembre 1969) è un ex calciatore greco, di ruolo portiere.